# Langridge
Langridge – wieś w Anglii, w Somerset, w dystrykcie (unitary authority) Bath and North East Somerset. W 1931 roku civil parish liczyła 85 mieszkańców. Langridge jest wspomniana w Domesday Book (1086) jako Lancheris.